# Puigreig
Puigreig  (oficialmente y en catalán Puig-reig, pronunciado [puréʧ]) es un municipio español del norte de la provincia de Barcelona, en Cataluña. Perteneciente a la comarca del Bergadá, está situado junto al río Llobregat.Cuenta con una población de 4489 habitantes (INE 2024).

## Demografía
Puigreig cuenta con una población de 4489 habitantes (INE 2024).
| Gráfica de evolución demográfica de Puigreig entre 1842 y 2021 |
| |
| Población de derecho según los censos de población del INE. Población de hecho según los censos de población del INE.En este censo se denominaba Puigreix: 1842. En estos censos se denominaba Puigreig: 1857, 1860, 1877, 1887, 1897, 1900, 1910, 1920, 1930, 1940, 1950, 1960, 1970 y 1981. Entre el censo de 1857 y el anterior, crece el término del municipio porque incorpora a Merola. |

| 1900 | 1930 | 1950 | 1970 | 1981 | 1986 | 2007 |
| ---- | ---- | ---- | ---- | ---- | ---- | ---- |
| 3709 | 5518 | 5745 | 5748 | 5361 | 5084 | 4238 |

## Comunicaciones
El municipio está atravesado por la carretera C-16, de Barcelona a Berga (Eje del Llobregat).

## Economía
Industria y servicios. La industria textil organizada en colonias industriales fue la base económica del municipio, hoy día profundamente afectada por la crisis del sector.

## Historia
La población aparece documentada por primera vez en el acta de consagración de la iglesia de San Martín en 907. El castillo de Puigreig fue propiedad de los Vizcondes de Bergadá. El último propietario de dicho linaje, el trovador Guillem de Bergadá, lo dejó en testamento al Orden del Temple en 1187, el cual estableció en Puigreig la encomienda de Bergadá y Cerdanya, que perdurará hasta la extinción del orden en 1312. Desde entonces, y gracias a la mediación de otro personaje natural de Puigreig, el arzobispo Arnau Sescomes, el castillo de Puigreig y su término pasó al Orden del Hospital.
Hasta el siglo XIX Puigreig no fue más que un pequeño núcleo en torno al castillo y numerosas masías diseminadas por su término. A partir de la industrialización, se crearon en el municipio hasta siete colonias industriales que propiciaron el crecimiento demográfico y económico.

## Lugares de interés
- Iglesia de San Martín, de estilo románico, con pinturas murales.
- Puente medieval sobre el Llobregat.
- Iglesia de San Andrés de Cal Pallot, de estilo románico, con restos de pinturas murales y tumbas medievales.
- Iglesia de la Virgen de Montserrat de Cal Prat
- Iglesia de San Juan Degollado
- Castillo de Merola Restos de un antiguo castillo.
- Colonia industrial Cal Vidal: Museo de la colonia Vidal (perteneciente a la red del Museo de la Ciencia y de la Técnica de Cataluña)[9]
- Cal Pons (o Colonia Pons): Centre d'Interpretació de l'Església de Cal Pons, museización de tres espacios de la iglesia de la Colonia Pons.[10] Declarada Bien de Interés Histórico Nacional.

## Personajes célebres
- Guilhem de Berguedan, trovador del siglo XII.
- Arnau Sescomes, arzobispo del siglo XIV, intervino en varios asuntos políticos de importancia en la corte de los reyes de Aragón.
- Josep Pons, actual director de la Orquesta Nacional de España
- Silvia Alcántara (1944) escritora.
- Oriol Rosell (1992), futbolista, actualmente en el Sporting de Lisboa.
- José Picó Candaliga. Medalla de Oro, Salón Internacional de Inventores de Bruselas (1966).

## Curiosidades
Musicalmente, la Polifònica de Puig-reig  es una agrupación musical que interpreta música coral clásica, moderna y tradicional, reconocida por su calidad en la interpretación de sardanas corales, con varios discos editados.